# 手島精管
手島精管株式会社（てしませいかん）は、東京都港区虎ノ門1丁目に本拠を置く、ステンレスチューブメーカー。各種ステンレスチューブ及びステンレスチューブ加工品など細管を中心に製造し、医療用ステンレスチューブ製造では、世界トップクラスの生産量を誇る。最も細いもので約0.12ｍｍ。技術力は海外でも高い評価を受けており、売上比率の多くを欧州、アジア、南米などの直貿で占める。

## 概要

### 事業内容
1970年4月、手島二三男により、手島精密細管製作所として創業。注射針用ステンレスパイプの製造開始。その後、文具関係のパイプ部品及び医療機器用パイプ部品、電機部品、自動車関係のパイプ部品などの製造も開始。1985年9月には資本金2,000万円に増資するとともに株式会社組織に改編、社名を手島精管株式会社とする。1989年12月には、株式会社韓国手島設立。2009年9月、二代目の手島由紀子により、ボストン（Boston, MA, USA) にTeshima International設立。2015年3月には、35G 鏡面ステンレスチューブの開発に成功。スタンダード35Gの量産体制を確立。素材から加工まで一貫して生産できる工場と先進のシステムを持つ。薄肉でも途中工程で楕円になったりつぶれたりしない製造技術を有し、溶接パイプに引き抜き技術を活用し、外径2mm×肉厚0.05mmのパイプを製造。パイプの内面を滑らかに加工する高度な技術で、血液の解析などに用いる分析機器など、ニッチな需要にも対応する。
2013年には、「生産効率の向上」、「社員がより働きやすい職場環境を整備する為の環境改善」、「エネルギーコストを削減する為の省エネ設備を導入」の3つの方針を掲げ、新工場を設立。2014年には代表が現社長である手島由紀子に交代すると、グローバル戦略に拍車をかけ、海外での要求が高かった環境対策の第一歩として、2016年に環境マネジメントシステムISO14001を取得。さらに同年、生産工程改革を実施し、独自開発の環境改善された洗浄工程を強みに海外営業活動を強化する。
2023年3月17日、生産能力拡大のため、旧工場をリノベーションし「KIC(キック)」と命名。創業を再開。
近年はSDGs活動にも注力する。

### 福利厚生
女性管理職の割合拡大に注力。育休・介護看護休暇などの制度面も充実させる取り組みを始め、プロジェクトを多く発足し、社内の改善活動を盛んに行っている。近年は、年齢や経験に関係なく、成果や力量で社員を評価する制度の導入などで、若い社員の採用に成功し、かつては40代だった社員の平均年齢を36歳（2019年12月現在）まで引き下げた。社員食堂のランチを180円に設定するなど、ユニークな試みを行っている。

### SDGsその他
2019年以降は、SDGsに注力し、「SDGsぐんまビジネスプラクティス」 先進事例（令和2年度67社）に選ばれ、"環境配慮型ビジネス"として紹介される。BCP（事業継続計画）も重視し、災害対策や備蓄対策にも注力。

## 創業者
手島二三男は、1970年4月に手島精密細管製作所として創業すると、注射針用ステンレスパイプの製造開始。キャッシュフローを確立し、事業を軌道に乗せる。1972年9月には有限会社手島精管製作所を設立し法人化。文具関係のパイプ部品及び医療機器用パイプ部品、電機部品、自動車関係のパイプ部品の製造開始。1985年に資本金2,000万円に増資。同時に株式会社化。手島精管株式会社に改名。1992年、自社角パイプ製造を開始し、後に特許を取る。1989年、株式会社韓国手島設立。

## 二代目
2014年4月、手島由紀子が承継。1972年生まれ。群馬県出身。1996年に初めて渡米。2度の留学でボストンに10年間在住。技術革新の真っ只中のアメリカで最先端の文化に触れ、刺激を受ける。語学と経営学を学び、2009年にMBA（経営学修士）を取得。2度目の留学で、会社をどうするべきかという明確な目的意識を持つに至る。2002年からPCやITシステムの導入など中小企業の町工場であった手島精管の改革に取り組む。2009年9月にはボストン（Boston, MA, USA) にTeshima Internationalを設立。2014年に手島精管代表取締役に就任すると、古い企業風土の一掃に着手。数々の改革を実施。コンプライアンス、ガバナンスが未整備であった状況の改善。IT化による社内の情報共有化を初め、業務の数値化や、明文化、評価基準の明確化、社員が希望する講習会費用は会社が全額負担するシステムを採用するなど教育制度の整備を推進。攻めのマーケティング、市場のニーズを見極めたうえでの商品開発などを通じ、国内のみならずものづくり技術を海外にも発信し販路を拡大。グローバルメーカーとしての歩みに弾みをつける。2019年、群馬県総合計画策定の有識者メンバーに起用。これをきっかけに社内で5名からなるSDGsプロジェクトを発足。2020年からは、中小企業庁で未来の中小スタートアップ企業の在り方を考える『新しい担い手研究会』に参加。
2022年9月、著書『from ZERO - 地方の町工場をグローバル企業に変えた二代目女性社長』（幻冬舎メディアコンサルティング、ISBN 9784344940888）を発刊。

## 沿革
- 1970年 - 4月、手島二三男が手島精密細管製作所を個人創業。注射針用ステンレスパイプの製造開始。
- 1972年 - 9月、法人化。有限会社手島精管製作所を設立（資本金300万円）。
- 1975年 - 11月、文具関係のパイプ部品及び医療機器用パイプ部品の製造を開始。
- 1976年 - 8月、電機部品、自動車関係のパイプ部品の製造開始。
- 1977年 - 10月、造管機、連続伸管機増設により、国内・輸出用パイプ製造が増大。
- 1980年 - 2月、資本金を1,000万円に増資。
- 1983年 - 1月、プリンター関係のパイプシャフト製造開始。
- 1983年 - 2月、館林市足次町に工場を新設。
- 1985年
  - 2月、館林市上早川田町に第2工場増設。
  - 9月、資本金2,000万円に増資。同時に株式会社化。手島精管株式会社に改名。
- 1987年 - 2月、館林市足次町の工場敷地内に本社事務所棟を増設。
- 1989年 - 12月、株式会社韓国手島設立（資本金1億5000万ウォン）。
- 1992年 - 自社角パイプ製造開始。同年特許出願。
- 1993年 - 全工場 針用パイプ総生産量 月/1,000万M突破。
- 1996年 - 角パイプ特許取得。
- 2006年 - 1月、ISO9001:2000 取得。
- 2007年 - 5月、「快適職場推進計画」認定。
- 2009年 - 9月、ボストン（Boston, MA, USA) にTeshima International設立。
- 2011年
  - 1月、ぐんま1社1技術選定。1社1技術市内選定企業（館林市）。
  - 6月、	MEDTEC Japan at Yokohama 出展。
- 2012年
  - 2月、ものづくり商談展示会 in ぐんま出展 ものづくり in ぐんま。
  - 4月、	MEDTEC Japan 2012 at Yokohama 出展 MEDTEC JAPAN。
  - 7月、	国内立地推進事業費補助金採択 (要件Ａ）採択企業一覧。
  - 10月、群馬県企業誘致推進補助金補助事業者として群馬県より指定を受ける。
  - 11月、新工場着工。
  - 11月、産業交流展2012出展。
- 2013年
  - 1月、彩の国ビジネスアリーナ2013出展。
  - 2月、	MDM WEST出展。
  - 3月、「キラリと輝く企業」として、館林商工会議所より表彰[21]。
  - 4月、	本社工場、第二工場を統括し、生産効率向上の為、館林市下早川田町に、工場新築移転[9]。
  - 5月、経営革新計画承認。
  - 7月、	平成24年度 ものづくり中小企業・小規模事業者試作開発等支援補助金　採択。
- 2014年
  - 4月、取締役社長を手島二三男から手島由紀子へ後継。平成25年度　中小企業・小規模事業者ものづくり・商業・サービス革新事業 採択。
  - 5月、群馬県医療関連ものづくり企業ガイドに掲載。
  - 9月、新組織に改正。平成26年度 ぐんま新技術・新製品開発推進補助金 採択。
- 2015年
  - 3月、35G 鏡面ステンレスチューブの開発に成功。スタンダード35Gの量産体制を確立。
  - 9月、	平成26年度補正 ものづくり・商業・サービス革新補助金 採択。
- 2016年
  - 5月、「はばたく中小企業・小規模事業者300社」受賞
- 2016年 - 7月、ISO14001:2015 取得 (ISO 14001登録証)。
- 2017年
  - 1月、「経営力向上計画」 認定。
  - 12月、「地域未来牽引企業」選定。
- 2018年
  - 3月、群馬県中小企業モデル工場に指定。
  - 5月、「生き活き健康事業所」として、全国健康保険協会群馬支部より登録。
  - 6月、平成29年度補正「ものづくり・商業・サービス経営力向上支援補助金」　採択。　
  - 8月、平成30年8月31日、「金属細管の製造方法」の発明で特許取得。
  - 9月、くるみん認定取得。
- 2019年
  - 6月、韓国「医療用注射針、医療器具、医療機器」の分野（第10類）にて特許取得。
  - 8月、商標登録にて商標登録証を取得。
  - 9月、ISO認証機関をTUVに変更　Certification
  - 11月、群馬県総合計画策定の有識者メンバーに群馬県知事より起用される。
  - 12月、群馬県いきいきGカンパニーに認証登録。
- 2020年
  - 7月、SDGs プロジェクト発足。
  - 8月、ノハム協会より、SDGs 認証取得。
- 2021年 - 3月、群馬ビジネスプラクティスに環境配慮型ビジネスとして、手島精管の新洗浄機開発の取組が”先進事例”の環境配慮型ビジネスとして紹介される。
- 2022年 - 9月、代表者 手島由紀子による著書『from ZERO - 地方の町工場をグローバル企業に変えた二代目女性社長』（幻冬舎メディアコンサルティング、ISBN 9784344940888）が発刊される[20]。
- 2023年 - 3月17日、生産能力拡大のため、旧工場をリノベーションし「KIC(キック)」と命名。創業を再開[11]。
- 2024年 - 9月1日、本社 所在地を東京都港区虎ノ門1-17-1に移転[1]。

その他 より。

## 受賞歴ほか
- 「快適職場推進計画」認定（2007年5月）
- ぐんま1社1技術選定（2011年1月）
- 群馬県企業誘致推進補助金補助事業者（2012年10月）
- 「キラリと輝く企業」表彰（館林商工会議所、2013年3月）
- 平成25年度 経営革新計画承認事業者(群馬県、2013年5月)
- 平成24年度 ものづくり中小企業・小規模事業者試作開発等支援補助金採択（2013年7月）
- 平成25年度 ものづくり中小企業・小規模事業者試作開発等支援補助金採択（2014年4月）
- 平成26年度 ぐんま新技術・新製品開発推進補助金 採択（2014年9月）
- 「はばたく中小企業・小規模事業者300社」受賞（2016年5月）
- 「経営力向上計画」認定（2017年1月）
- 「地域未来牽引企業」（経済産業省）選定（2017年12月）
- 群馬県中小企業モデル工場に指定（2018年3月）

以上

## 著書
- 『from ZERO　地方の町工場をグローバル企業に変えた二代目女性社長』（幻冬舎メディアコンサルティング）ISBN 9784344940888

## 所在地

### 本社
東京都港区虎ノ門1-17-1 15階

### 工場
- KIC工場

群馬県館林市足次町469-1
- 館林工場

群馬県館林市下早川田町306-1

## メディア出演

### テレビ
- 2019年1月19日	日経CNBC「時代のニューウェイブ」
- 2019年3月16日 日経CNBC「Innovation +Plus」
- 2019年12月28日	東京MX 「未来企業」

### SDGs関連
- 手島精管のSDGs 情報
- SDGs/ Teshima SDGs (Teshima SDGs) - Facebook